# Foney Fables
Pour plus de détails, voir Fiche technique et Distribution.
Foney Fables est un dessin animé de la série Merrie Melodies réalisé en 1942 par Friz Freleng, détournant plusieurs contes et fables.

## Fiche technique
- Réalisation : Friz Freleng (comme I. Freleng)
- Scénario : Michael Maltese
- Producteur : Leon Schlesinger
- Distribution : 1er août 1942 : Leon Schlesinger Studios - Warner Home Video (2007 : USA et Canada, DVD)
- Format : 1,37 : 1, couleur, son mono
- Musique : Carl W. Stalling
- Montage : Treg Brown (non crédité)
- Langue : anglais

### Équipe
- Richard Bickenbach : animateur
- Gerry Chiniquy : animateur (non crédité)
- Phil Monroe : animateur (non crédité)
- Ben Washam (en) : animateur (non crédité)
- Manuel Perez : animateur (non crédité)
- Gil Turner (en) : animateur (non crédité)
- Lenard Kester : artiste arrière-plan (non crédité)
- Owen Fitzgerald : directeur artistique (non crédité)
- Martha Sigall (en) : encrage, mise en couleurs (non créditée)

### Musique
- Carl W. Stalling, directeur de la musique
- Milt Franklyn, orchestration (non crédité)

## Distribution
Voix originales :
- Mel Blanc : le prince de La Belle au bois dormant, Tom Pouce, le géant, l'oie, le bébé, la cigale, la fourmi, Aladin, le garçon qui criait au loup, le chien.
- Sara Berner : la mère.
- Frank Graham : le narrateur, le loup.

## Chansons et musiques
Aucune chanson ou musique n'est portée au générique. 
- Jeanie with the Light Brown Hair

Chanson écrite par Stephen Foster. Chantée par Aladin quand il frotte sa lampe magique.
- Beautiful Dreamer

Chanson écrite par Stephen Foster. Chantée durant le plan avec la Belle au bois dormant.
- We Did It Before (and We Can Do It Again)

Musique de Cliff Friend. Jouée quand l'oie présente l'œuf.
- Heaven Can Wait

Musique par Jimmy Van Heusen, paroles d'Edgar De Lange. Chantée par la cigale.
- Columbia, the Gem of the Ocean

Chanson folklorique traditionnelle, jouée quand la cigale montre ses obligations de guerre (les war bonds).
- Where, Oh Where, Has My Little Dog Gone?

Musique folklorique allemande. Jouée lors de la séquence avec la grand-mère Hubbard.
- I've Been Working on the Railroad (en)

Chanson folklorique traditionnelle, jouée quand la fourmi gronde la cigale.
- Sing a Song of Sixpence

Chanson folklorique traditionnelle, retentit lors du début du dessin animé ainsi qu'au début de la séquence avec l'oie.
- Mutiny in the Nursery

Musique par Harry Warren et Johnny Mercer. Jouée durant la séquence avec l'oie.
- Bonsoir, bonne nuit dite la Berceuse de Brahms

Musique par Johannes Brahms. Jouée durant la séquence avec les orteils du bébé.
- Puddin' Head Jones

Musique par Lou Handman (en), jouée quand Tom Pouce apparaît.
- Symphonie no 5 (premier mouvement)

Musique par Ludwig van Beethoven, jouée brièvement quand l'oie parle.
- Dear Little Boy of Mine

Musique par Ernest Ball, jouée durant le plan avec Tom Pouce.
- Upidee (1859)

Musique par Henry G. Spaulding. Jouée au début de la séquence du garçon qui criait au loup, ainsi qu'au moment où rient le garçon et le loup.
- The Old Oaken Bucket

Musique par G.F. Kiallmark. Jouée durant la présentation du livre A Book of Fairy Tales au début.
- The Spirit of the Nile

Musique par Guillaume Vargas. Jouée durant la séquence avec Aladin.